# Hans Rosling
Hans Rosling' (27 tháng 7 năm 1948 – 07 Tháng 2 năm 2017) là một bác sĩ y khoa, nhà khoa học, nhà thống kê, và diễn giả người Thụy Điển. Ông là Giáo sư Y tế quốc tế tại Viện Karolinska và là người đồng sáng lập và là chủ tịch của Gapminder Foundation, đã phát triển hệ thống phần mềm Trendalyzer. Ông đã tổ chức thuyết trình khắp thế giới, trong đó có vài TED Talks, trong đó ông phát huy việc sử dụng các dữ liệu để tìm hiểu vấn đề phát triển.

## Tiểu sử
Rosling sinh ra ở Uppsala, Thụy Điển, vào ngày 27 tháng 7 năm 1948. [4] Từ 1967 – 1974 Rosling nghiên cứu thống kê và y khoa tại Đại học Uppsala, và vào năm 1972 ông học y tế công cộng tại trường Cao đẳng Y tế St. John, Bangalore, Ấn Độ. Ông trở thành một bác sĩ được cấp phép trong năm 1976 và 1979 – 1981, ông làm nhân viên ngành y trong Nacala ở miền bắc Mozambique. Ngày 21 tháng 8 năm 1981, Rosling bắt đầu điều tra một ổ dịch của konzo, một căn bệnh bại liệt ở Cộng hòa Dân chủ Congo. điều tra của ông đã khiến ông có bằng tiến sĩ tại Đại học Uppsala vào năm 1986.
Rosling trình bày những tài liệu truyền hình The Joy of Stats, được phát sóng ở Vương quốc Anh do BBC Bốn trong tháng 12 năm 2010. Ông đã trình bày một tài liệu Không hoảng loạn – Sự thật về dân số cho loạt thế giới này sử dụng một màn chiếu Musion 3D projection display,, xuất hiện trên BBC Two ở Anh vào tháng 10 năm 2013. Trong năm 2015, ông đã trình bày các tài liệu Đừng hoảng loạn:. Làm thế nào để chấm dứt nghèo đói trong 15 năm, được sản xuất bởi Wingspan và phát sóng trên BBC ngay trước người truyền tin của các Mục tiêu Phát triển bền vững
Rosling cũng là một người nuốt kiếm, như đã chứng minh trong những giây phút cuối cùng của cuộc nói chuyện thứ hai của mình tại hội nghị TED conference. Năm 2009 ông đã được liệt kê như là một trong 100 nhà tư tưởng hàng đầu thế giới do tạp chí Foreign Policy, and in 2011 as one of 100 most creative people in business by the Fast Company Magazine., và trong năm 2011 là một trong 100 người sáng tạo nhất trong kinh doanh do tạp chí Fast Company. Năm 2011 ông được bầu làm thành viên của Viện Hàn lâm Khoa học Kỹ thuật Thụy Điển và vào năm 2012 là thành viên của Viện Hàn lâm Khoa học Thụy Điển.

## Sức khỏe cá nhân và qua đời
Khi ông được 20, các bác sĩ nói với Rosling rằng gan của ông có vấn đề và do đó Rosling ngừng uống rượu. Năm 1989, Rosling đã được chẩn đoán là bị viêm gan C. Trong những năm này tiến triển và Rosling phát triển bệnh xơ gan. Trong đầu năm 2013, ông là trong giai đoạn đầu của suy gan. Tuy nhiên, cùng lúc thuốc viêm gan C mới được phát hành và Rosling đã đi đến Nhật Bản để mua các loại thuốc cần thiết để trị bệnh nhiễm trùng. Ông bày tỏ sự lo ngại trong truyền thông qua các hạn chế sử dụng các loại thuốc mới do chi phí cao, và nói rằng đó là một tội ác không cung cấp cho mỗi người có viêm gan C tiếp cận với các loại thuốc.
Một năm sau khi được chẩn đoán mắc bệnh ung thư tuyến tụy, Rosling đã qua đời vào ngày 7 tháng 2 năm 2017 lúc 68 tuổi .